# Sant Pau

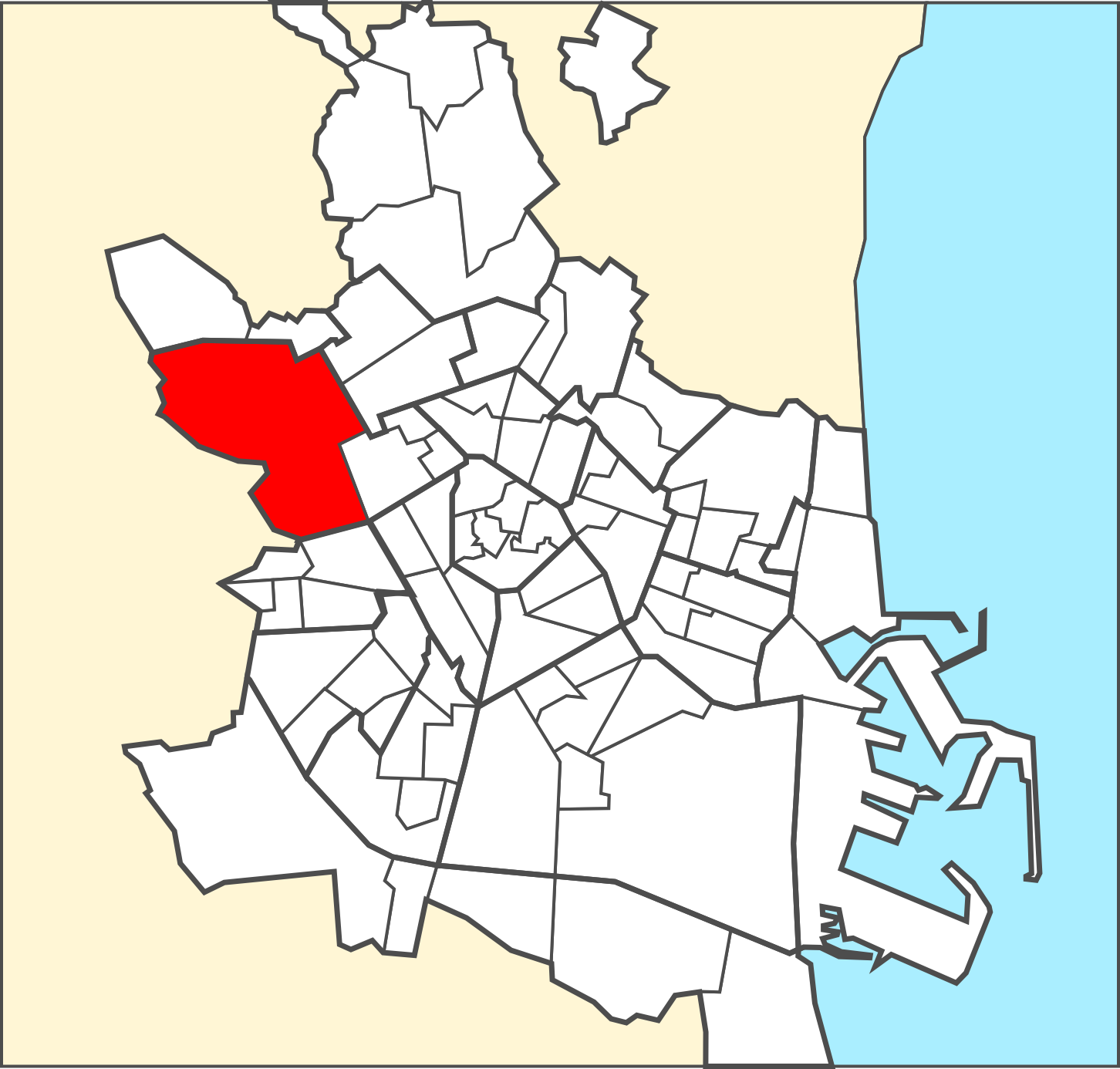
Emplazamiento del barrio de Sant Pau en el municipio de Valencia.

Sant Pau (en español San Pablo) es un barrio de la ciudad de Valencia (España), perteneciente al distrito de Campanar. Está situado al noroeste de la ciudad y limita al norte con Benimámet y Beniferri, al este con Ciutat Fallera, Benicalap y Campanar, al sur Nou Moles y al oeste con los municipios de Paterna, Mislata y Cuart de Poblet. Su población en 2022 era de 17.334 habitantes.
El barrio dispone de tres centros educativos así como dotación de instalaciones deportivas y parques públicos como el jardín de Polifilo.